# Volkswagen Group China

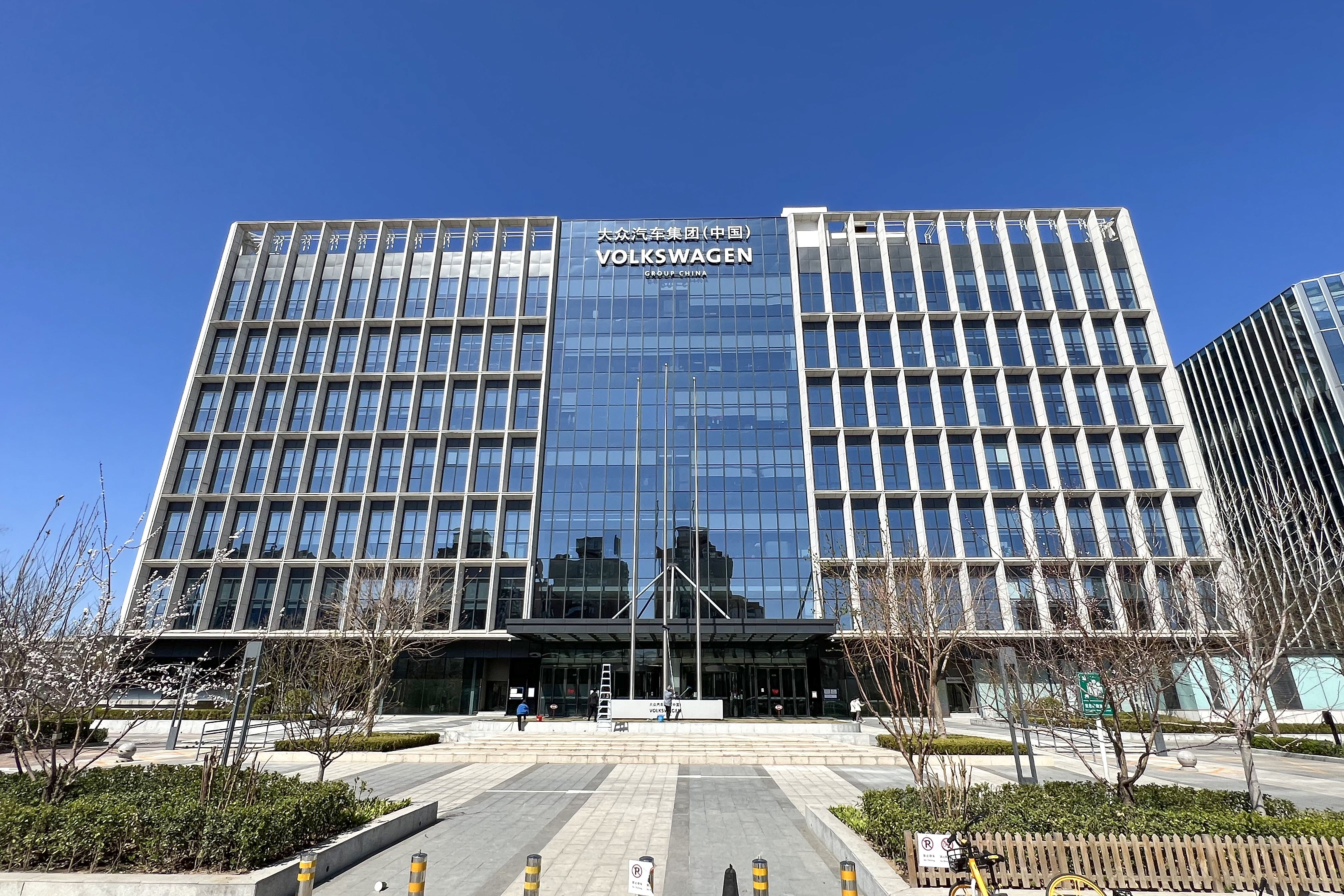
Hauptgebäude von VGC

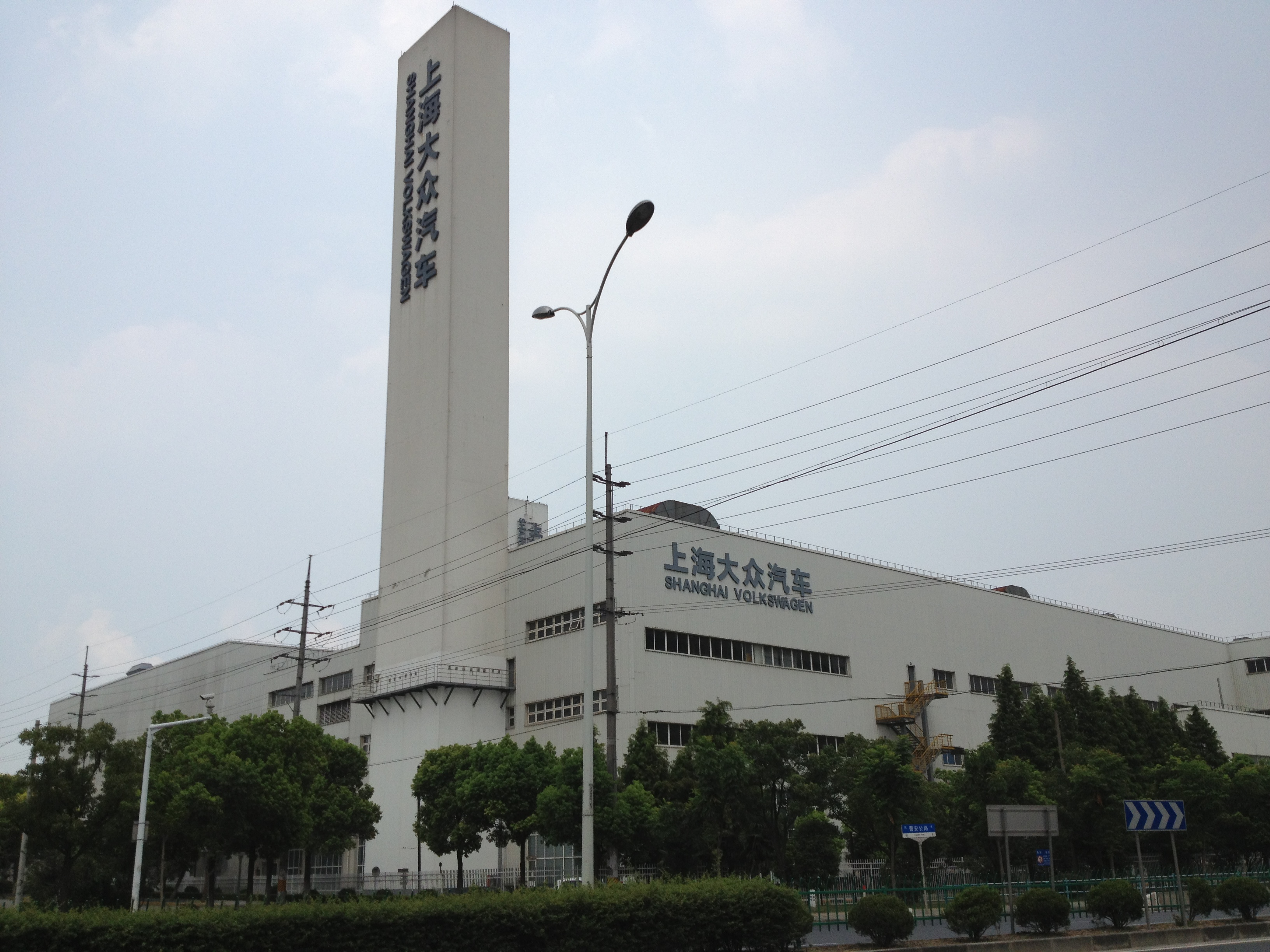
Fabrik von Shanghai Volkswagen

Volkswagen Group China (大众汽车(中国)), kurz VGC, ist die chinesische Beteiligungsgesellschaft der deutschen Volkswagen-Gruppe. Seit dem ersten Gemeinschaftsunternehmen mit dem chinesischen Staatsbetrieb SAIC von 1984 hat die Volkswagen-Gruppe weitere Firmen in China gegründet, die von der VGC in Peking verwaltet werden.
Ab 2017 entwickelt sich in Hefei (Anhui), etwa 470 km westlich von Shanghai, ein Zentrum der Elektromobilität von Volkswagen China. Darunter fallen Beteiligungen an JAC, Gotion, Xpeng und ein eigener Entwicklungsstandort, das VCTC (Volkswagen China Technology Company). Ab 2020 wurde Volkswagen Anhui die Kernmarke ebenda.

## Geschichte
Das Unternehmen geht auf einen 25-Jahres-Vertrag von Volkswagen zurück, der eine Produktion in Shanghai errichten sollte. Daraus entstand 1984 das Unternehmen Shanghai Volkswagen (SVW), ab 1993 SAIC Volkswagen, deren anderer 50 %-Anteil von der staatlichen SAIC Motor gehalten werden. Neben einer direkten Beteiligung wurde hier eine chinesische Firma mit Sitz in Peking gegründet, die Volkswagen (China) Investment Company (VCIC) als Vorläufer und späterer Teil der VGC.
1991 wurde das zweite Gemeinschaftsunternehmen FAW-Volkswagen gegründet, an denen die China FAW Group 60 % hält, Volkswagen 30 % und Audi 10 %.

2004 wird die Volkswagen Finance (China) Company gegründet (VWFC), später Volkswagen Financial Services China genannt, die mit der VCIC zur VGC zusammengefasst wird, um weitere Beteiligungen zu steuern. Bis 2017 sind daraus 16 Unternehmen entstanden.
2011 wurde die Volkswagen New Mobility Services Investment Company (VWNMS) gegründet, die neben dem Leasinggeschäft auch ein Carsharing-Angebot entwickeln sollte.
2017 wurde das Gemeinschaftsunternehmen JAC-Volkswagen gegründet, deren andere 50 % von JAC (Anhui Jianghuai Automobile) gehalten wurden. Das Unternehmen starte 2018 eine neue Marke für Elektroautos, siehe Sol (Automarke).

Im Dezember 2020 wurde der Anteil an JAC-Volkswagen mit Sitz in Hefei (Anhui) auf 75 % erhöht, und zur Kernmarke von Volkswagen China. Das Unternehmen wurde in Volkswagen Anhui (VWA) umbenannt. (31° 53′ 41″ N, 117° 20′ 58,2″ O) Zusätzlich wird eine Entwicklungszentrum für Elektromobilität errichtet. Ende 2023 begann die Produktion des Elektroautos ID.Unyx basierend auf dem Cupra Tavascan. Im März 2024 einigten sich JAC und Volkswagen auf eine Kapitalaufstockung.

Im Mai 2020 vereinbarte Volkswagen eine Investition von 1,1 Milliarden Euro in den Batteriehersteller Guoxuan High-Tech (mit Sitz in Shenzhen nahe Hongkong). Nach Zustimmung der Behörden wurde Volkswagen China am neuen Unternehmen Gotion High-Tech ab Dezember 2021 größter Einzelaktionär mit 26,47 Prozent. Mit der Kapitalausweitung wurden Gigafactories in Hefei und Liuzhou finanziert. Außerdem wurde 2021 ein ehemaliges Bosch-Werk in Göttingen von Gotion gekauft, und über die Tochter Gotion Germany Battery GmbH mit der Errichtung einer Fabrik zur Batterieproduktion begonnen. Produktionsbeginn war im September 2023.

2021 wird die Volkswagen (Anhui) Components Company (VWAC) in Hefei (Anhui) in der Freihandelszone TEDA (Tianjin Economic Technological Development Area) gegründet, um eine eigene Batterieproduktion für Volkswagen Anhui zu errichten. Als Tochter des Volkswagen Automatic Transmission (Tianjin) Zuliefers wurden 140 Millionen investiert. Mit der Übernahme von Technologien von Gotion High-Tech erfolgte der Produktionsbeginn tatsächlich im November 2023 (siehe Produktionsbeginn ID.Unyx bei Volkswagen Anhui).

Im Juli 2023 erwarb die Volkswagen AG für eine Kaufsumme von knapp 700 Millionen US-Dollar knapp 5 Prozent der Anteile an dem chinesischen Autohersteller Xpeng. Im Rahmen des Investments wurde auch eine umfangreiche Partnerschaft zwischen den beiden Autoherstellern vereinbart, darunter auch die gemeinsame Entwicklung von elektrischen Fahrzeugen. Die ersten beiden Modelle werden dabei auf der Basis des Xpeng G9 basieren.

Im November 2023 wird die Volkswagen China Technology Company (VCTC) in Hefei (Anhui) gegründet, die sich auf Elektromobilität konzentriert. Am bestehenden Entwicklungszentrum von 2021 werden 3,3 Milliarden Euro investiert. Das VCTC bündelt 1200 Fachleute von Volkswagen Group China, weitere 3000 sollten bis Ende 2024 dazukommen. Ab April 2024 wechselte Thomas Ulbrich nach China und wurde CEO von VCTC. Auf der Basis der deutschen MEB Modularer E-Antriebs-Baukasten wird dort eine chinesische CMP (China Main Platform) entwickelt. Entstehende elektronische Komponenten, genannt CEA (China Electronic Architecture), sollen in die MEB reintegriert werden. Die ersten Modelle sollen ab 2026 in Zusammenarbeit mit Xpeng auf den Markt kommen. Elektroautomodelle in anderen Ländern werden dann auf den chinesischen Entwicklungen basieren.

Während die CMP (China Main Platform) noch auf der Xpeng-Platform basierte, begann man ab 2025 eine unabhängige Platform CSP (China Scalable Platform) voranzutreiben, die ab 2027 in die Fahrzeuge kommen wird. Die CMP, die ab 2026 auf den Markt kommt, wurde dabei umgetauft (Compact Main Platform), und in eine Kooperation mit SAIC eingebracht, die vormals den MEB nutzten. Die chinesische CSP (China Scalable Platform) basiert dabei kaum noch auf der europäischen SSP (System Scalable Platform), die als zu komplex gilt und frühestens 2029 Marktreife entwickelt, und in China erst 2030 auf den Markt kommen würde.

Die ersten europäisch-unabhängigen Fahrzeuge wurden 2025 als Konzeptfahrzeuge vorgestellt - ID. ERA (von SAIC Volkswagen), ID. EVO (von Volkswagen Anhui) und ID. AURA (von FAW-Volkswagen). Diese übernehmen die neue Designsprache des Konzeptfahrzeugs ID. CODE01, der 2024 vorgestellt wurde. Diese Konzepte sollen 2027 in insgesamt 30 eigenständig-chinesische Modelle münden.

## Beteiligungen
| Unternehmen                                             | Beteiligungen                                           | Hauptsitz |
| ------------------------------------------------------- | ------------------------------------------------------- | --------- |
| Volkswagen (China) Investment Company Ltd.              | VW AG 100 %                                             | Beijing   |
| Volkswagen Finance (China) Company Ltd.                 | VW AG 100 %                                             | Beijing   |
| Volkswagen Beijing Center Company Ltd.                  | VW (China) 70 %, Automobile Repair Company Beijing 30 % | Beijing   |
| Volkswagen FAW Platform Company Ltd. (Powertrain)       | VW 60 %, FAW 40%                                        | Changchun |
| FAW-Volkswagen Sales Company Ltd.                       | FAW-VW 99 %, FAW 1 %                                    | Changchun |
| Volkswagen FAW Engine (Dalian) Company Ltd.             | VW (China) 60 %, FAW 40 %                               | Dalian    |
| Volkswagen Automatic Transmission (Dalian) Company Ltd. | VW (China) 100 %                                        | Dalian    |
| Volkswagen Transmission (Shanghai) Company Ltd.         | VW (China) 60 %, FAW 20 %, SAIC 20 %                    | Shanghai  |
| Shanghai Volkswagen Powertrain Company Ltd.             | VW (China) 60 %, SAIC 40 %                              | Shanghai  |
| SAIC-Volkswagen Sales Company Ltd.                      | SAIC 50 %, VW (China) 30 %, SVW 20 %                    | Shanghai  |
| Volkswagen Import Company Ltd.                          | VW (China) 100 %                                        | Tianjin   |
| SITECH Dongchang Automotive Seating Technology Ltd.     | Sitech GmbH 60 %, Dongchang 20 %, Etern 20 %            | Dongchang |
| Volkswagen Hong Kong Ltd.                               | VW (China) 100 %                                        | Hong Kong |